# Aleksandar Stambolijski

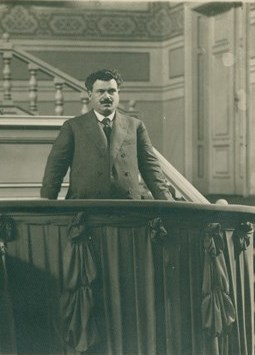
Aleksandar Stambolijski (1921)

Aleksandar Stoimenow Stambolijski (bulgarisch Александър Стоименов Стамболийски; * 1. März 1879 in Slawowiza (Ostrumelien), Bulgarien; † 14. Juni 1923 ebenda) war von Oktober 1919 bis zu seiner Ermordung Ministerpräsident von Bulgarien. Nach ihm wurden mehrere Ortschaften in Bulgarien benannt.

## Werdegang
Stambolijski wuchs auf dem von Agrarwirtschaft geprägten Land auf und besuchte von 1893 bis 1895 zunächst die Landwirtschaftsschule in Sadovo und von 1895 bis 1897 die Hochschule für Weinbau in Plewen. Dort lernte er Janko Sabunow, einen Politiker der Bauernbewegung kennen. Stambolijski, der die sozialen und wirtschaftlichen Schwierigkeiten der Landwirte kannte, konnte sich mit den linken und teils kommunistischen Ideen der Bauernbewegung identifizieren und trat dieser Bewegung bei. Dort lernte er auch seine spätere Frau Milena Daskalowa kennen. 1900 ging Stambolijski für ein Studium der Philosophie an der Universität Halle nach Deutschland. 1901 ging er nach München, wo er sich nochmal dem Landwirtschaftsstudium widmete.

## Die ersten Jahre als Politiker
Das Philosophiestudium schärfte seine Sinne für die Politik, der er sich nach seiner Rückkehr nach Bulgarien im Jahr 1902 nun verschrieb. 1905 wurde er Vorsitzender des Bauernvolksbundes und 1908 als Abgeordneter in die Nationalversammlung gewählt.
Dort vertrat er die Interessen der Bauern und wurde 1911 wiedergewählt. Der Bauernvolksbund war mittlerweile die stärkste Partei in der Opposition. Nach Ausbruch des Ersten Weltkriegs zeichnete sich ab, dass Bulgarien auf Drängen der nationalistischen Führung an der Seite der Mittelmächte Deutschland und Österreich-Ungarn in den Krieg eintreten würde. Stambolijski, der bereits in den beiden Balkankriegen Positionen vertreten hatte, die im Gegensatz zu deren der bulgarischen Machtelite standen, opponierte offen gegen die Bestrebungen Zar Ferdinands und forderte die Unterstützung der Entente, des Bündnisses aus Russland, Frankreich und dem Vereinigten Königreich. Daraufhin wurde Stambolijski noch 1915 inhaftiert.

## Stambolijski als neuer Ministerpräsident
Als nach dem Waffenstillstand von Thessaloniki vom 29. September 1918 Zar Ferdinand auf Betreiben der Entente abdanken musste, trat sein Sohn Boris die Thronfolge an, der Stambolijski begnadigte und aus der Haft entließ. Bei den Wahlen zur Nationalversammlung 1919 wurde der Bauernvolksbund stärkste Partei und Stambolijski Ministerpräsident. In dieser Funktion nahm er als Gesandter Bulgariens an den Verhandlungen teil, die zum Abschluss des Vertrag von Neuilly-sur-Seine führten, in dem die Verluste wesentlicher Gebiete an Rumänien, Griechenland und Jugoslawien bestätigt wurden. Obwohl unpopulär, musste Stambolijski die scheinbar ohnehin unabwendbare Maßnahme ergreifen und den Friedensvertrag unterzeichnen. Der friedliche Ausgleich vor allem mit Serbien und Griechenland war für ihn elementar, um sich der durch den Krieg verursachten katastrophalen sozialen und wirtschaftlichen Lage im Land annehmen zu können. Damit eckte er bei nationalistischen Kreisen an.

## Die Jahre als Reformer
Bei den erneuten Wahlen zur Nationalversammlung im Mai 1920 wurde der Bauernvolksbund mit Abstand stärkste Partei. Stambolijski konnte nun alleine regieren und sein ehrgeiziges Reformprogramm umsetzen, dessen bedeutendste Punkte die Enteignung von Großgrundbesitz und die straffe staatliche Organisation der Landwirtschaft waren. Stambolijski regierte das Land mit eiserner Hand, seine politischen Gegner und bürgerliche Kreise warfen ihm vor, das Land in eine „Bauerndiktatur“ geführt zu haben. Er begann spätestens ab 1922, gegen Oppositionelle mit Verhaftungen und Zensur vorzugehen.

## Die Monate bis zu seinem Tod

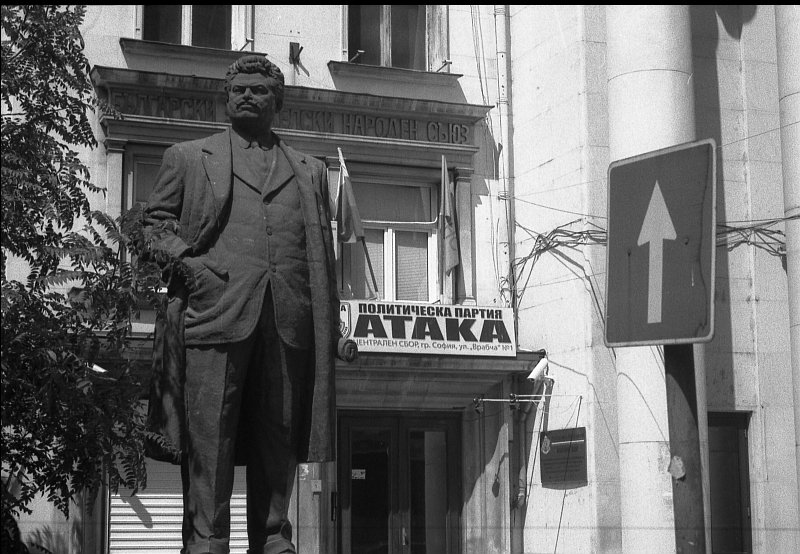
Alexandar-Stambolijski-Denkmal in Sofia

Gegenüber Serbien betrieb Stambolijski eine Politik der Annäherung. Im März 1923 unterzeichnete er mit Jugoslawien das Abkommen von Niš, in dem sich die beiden Staaten dazu verpflichteten, Maßnahmen zum gegenseitigen Schutz an der Staatsgrenze zu treffen. Damit traf Stambolijski den Nerv der slawisch-mazedonischen Befreiungsbewegung Innere Mazedonische Revolutionäre Organisation (IMRO), die nun nicht mehr ungehindert von Bulgarien aus im serbischen Teil Mazedoniens operieren konnte. Die IMRO, die die Annäherung an den serbischen Erzfeind der Organisation ohnehin missbilligte, begab sich nun daran, mit nationalistischen Offizieren unter dem stillschweigenden Einverständnis des Königs einen Putsch zu organisieren, bei dem Stambolijski abgesetzt werden sollte. Als sich Stambolijski im Urlaub befand, putschten die Nationalisten am 9. Juni 1923 unter Führung von Aleksandar Zankow, übernahmen noch am selben Tag die Befehlsgewalt über Militär und Polizei und erklärten Stambolijski für abgesetzt. Er versteckte sich in seinem Heimatdorf, wo er am 14. Juni von Mitgliedern der IMRO aufgespürt, gefoltert und erschossen wurde. Als Kampfansage an alle Gegner eines mazedonischen Anschlusses an Bulgarien schnitt man seiner Leiche die Hand ab, mit der er die Verträge von Neuilly und Niš unterzeichnet hatte, und schickte seinen Kopf nach Sofia. Da die rechten Kräfte in der Folgezeit auch gegen die Bulgarische Kommunistische Partei vorgingen, führte diese kurz darauf den Septemberaufstand durch.

## Ehrungen
Zwei Gemeinden in Bulgarien sind nach Aleksandar Stambolijski benannt worden:
- Aleksandar Stambolijski, ein Dorf in Nordostbulgarien
- Stambolijski, eine Stadt in der Oblast Plowdiw in Zentralbulgarien (seit 1979)